# Huelga de hambre de presos en Venezuela de 2024
La huelga de hambre de presos en Venezuela de 2024 fue una huelga de hambre nacional sucedida entre el 9 y el 14 de junio de ese año en 19 cárceles y 30 calabozos policiales, incluyendo cuatro anexos femeninos, en 17 estados del país, entre esos, Aragua, Carabobo, Falcón, Lara, Miranda y Táchira. Sucedió en el contexto de la crisis carcelaria que atraviesa el país.

## Antecedentes
La crisis carcelaria en el país, donde hay cerca de 54.000 reclusos según cifras oficiales, vio el deterioro en las condiciones de calidad de vida de los reclusos; habiéndose denunciado por defensores de los derechos humanos la extensión arbitraria de detenciones preventivas, así como la falta de una sentencia judicial firme en muchos casos.

## Historia
Una huelga pacífica fue reportada por la ONG Observatorio Venezolano de Prisiones en seis cárceles, entre esas, el Centro Penitenciario de Coro (Falcón), y del Instituto Nacional de Orientación Femenina (Miranda), en reclamo a traslados inconsultos y arbitrarios, así como el retardo procesal de sus causas penales. Para el 12 de junio la huelga se había reportado en 17 estados de Venezuela. La huelga nacional llegó a alcanzar 19 de los de los 23 estados del país cuando se levantó tras el reemplazo de la ministra de Servicios Penitenciarios Celsa Bautista, el reconocimiento de Maduro de defectos en el funcionamiento del sistema penitenciario, y la habilitación de un correo para que los reos y sus familias puedan establecer sus denuncias al Ministerio de Servicios Penitenciarios.

## Reacciones

### Gobierno
El 11 de junio el mandatario Nicolás Maduro anunció en redes sociales el cese de su ministra de Servicios Penitenciarios, la almirante Celsa Bautista, reemplazándola por el diputado Julio García Zerpa, sin mencionar la huelga, y declarando que «Tenemos que acabar con la corruptela» en las cárceles, criticando que «no puede ser que al penado o al detenido se le cobre por llevarlo hasta el baño». García Zerpa prometió «profundización y cambios estructurales» en el sistema carcelario nacional.

### Protestas
Unas cien personas, principalmente familiares de presos en huelga de hambre se congregaron frente a la sede principal de los tribunales en Caracas para exigirle al gobierno de Maduro que ceda en los reclamos de los reclusos y lleve a cabo los cambios necesarios para que la huelga cese. También hubo protestas de familiares en otras ciudades del país.